# Монтсальватже, Шавье
Шавье́ Монтсальва́тже (кат. Xavier Montsalvatge; 11 марта 1912, Жирона — 7 мая 2002, Барселона) — каталонский композитор.

## Биография
Учился музыке в Муниципальной консерватории Барселоны (el Conservatorio Municipal de Barcelona), где его педагогами были, в частности, Эдуард Тольдра, Льюис Мариа Мильет, Жауме Паисса и Энрик Морера. Там же позднее преподавал, профессор (с 1970 г.), заведовал кафедрой композиции (с 1978 года). Во время Гражданской войны начал писать статьи для журнала «Судьба» («Destino»), редактором которого был с 1968 по 1975 год, а также для ежедневной газеты La Vanguardia с 1962 г.
Творчество Монсальватжа можно разделить на несколько этапов. В начале оно опирается на национальные традиции, но вместе с тем, сильно подвержено влиянию додекафонизма и вагнеризма, которые превалировали в каталонской музыке того времени (Sinfonía mediterránea, 1949).В следующем периоде Монсальватж больше внимания уделяет карибской (антильской) тематике («Пять негритянских песен», 1945, Cuarteto indiano, 1952). Затем, вследствие влияния творчества французских композиторов, таких как Оливье Мессиан и Жорж Орик, у композитора начался период, который можно назвать «свободной политональностью» (Partida, 1958). В поздний период творчества композитор испытывал сильное влияние авангардизма.
Творчество Монсальватжа снискало международный успех в начале 1940-х годов.

## Произведения
Монсальватж — композитор, творчество которого охватывает практически все жанры, от оперы (El gato con botas, Una voz en off) до камерной музыки (Cuarteto indiano).
Среди произведений выделяются оркестровая пьеса «Морфологическая дезинтеграция Чаконы И. С. Баха» (Desintegración morfológica de la Chacona de Bach), на много лет предвосхитившая появление денисовской версии «разрушения» баховского шедевра. А также Laberinto o Sinfonía de réquiem o Sinfonía Mediterránea (1949) за которую композитор получил премию Высшей школы музыки.
Мировую известность Монсальватжу принеc цикл «Пять негритянских песен», в котором были использованы ритмы и мелодии Антильских островов. Можно отметить также Сонатину для Иветты (Sonatine pour Ivette (1962), посвященную дочери и написанную специально для пианиста Гонсало Сориано, Babel (1967), Homenaje a Manolo Hugué (1971), Serenata a Lydia de Cadaqués (1971), Reflexions-obertura (1975), Concert capriccio (1975) для арфы с оркестром и Fantasía для арфы и гитары (1985), а также оперу Babel 46, поставленную в 2002 г. в Мадриде, Cinco invocaciones al Crucificado (1969), Questions and Answers (1979)
Симфония-реквием (Sinfonía de Réquiem) для сопрано и оркестра, написанная в Европейский год музыки (1985) — кульминационное сочинение последнего периода творчества, когда музыка композитора стала обретать все большую степень абстракции. По словам автора, он стремился создать симфонию, проникнутую духом заупокойной мессы, без прямого использования канонического текста и акцентирования литургического содержания. Музыка каждого из шести разделов этого «песнопения спокойствия и надежды» призвана показать эмоциональную глубину латинских слов: спокойствие Introit, мольбу Kyrie, напряженную импульсивность Dies Irae, контрастирующую ровному течению Agnus Dei и прозрачности Lux Aeterna, которая уступает место финальному Libera me, Domine.
Монсальватж также работал в кино, написав музыку ко многим фильмам. Он был номинирован на премию «Гойя» за лучшую музыку Premio Goya a la Mejor Música (1987) к фильму Хайме Камино Dragón Rapide (1987).

## Награды
- Премия Фелипе Педреля Premio Felipe Pedrell (1936)
- Национальная Премия Испанской Музыки Premio Nacional de Música de España (1985)
- Иберо-американская премия музыки Томаса Луиса де Виктория II Premio Iberoamericano de la Música Tomás Luis de Victoria (1998)
- Член академии изящных искусств Сант-Жорди
- Член-корреспондент Королевской академии изящных искусств Сан-Фернандо (1965)
- Член Варшавского общества Фредерика Шопена.
- финалист премии принца Астурийского за вклад в искусство (1996).
- Почетный академик Королевской академии изящных искусств Сан-Фернандо (25 ноября 1997 г.)
- Национальная премия Каталонской музыки Premio Nacional de Música de Cataluña в 1997 г.
- Награждён золотой медалью парламента (Generalitat) Каталонии в 1999 г.

## Память
Бенет Касабланкас сочинил  (2012) музыкальное произведение для фортепиано Sí, a Montsalvatge!